# Comitatul Cenad
Comitatul Cenad, cunoscut și ca Varmeghia Cenadului (în maghiară Csanád vármegye, în germană Komitat Tschanad, în latină Comitatus Chanadiensis), a fost o unitate administrativă a Regatului Ungariei din secolul XI și până în 1920. În prezent, teritoriul acestuia se găsește în vestul României și în sud-estul Ungariei. Capitala comitatului a fost orașul Macău (în maghiară Makó, în germană Makowa).

## Geografie
Comitatul Cenad se învecina la vest cu Comitatul Ciongrad (Csongrád), la nord cu Comitatul Bichiș (Békés), la est cu Comitatul Arad și la sud cu Comitatul Torontal (Torontál). Râul Mureș (Maros) forma limita sa sudică. Suprafața comitatului în 1910 era de 1.715 km², incluzând suprafețele de apă.

## Istorie
Comitatul Cenad a fost înființat în secolul XI și a fost denumit după Castelul Cenad, care își datora numele primului său comite, un văr al regelui ungar Ștefan cel Sfânt. Dieceza de Cenad a fost una dintre cele mai vechi din Ungaria. Primul său episcop a fost Sfântul Gellért. 
Între 1919 si 1920 Comitatul a fost administrat de României. 
În 1920, prin Tratatul de la Trianon, teritoriul comitatului Cenad a fost împărțit între Ungaria și România. Majoritatea teritoriului său a fost unită cu porțiuni din comitatul Torontal (o suprafață mică de la sud de Seghedin) și din comitatul Arad (o suprafață mică de la sud de Bichișciaba) pentru a forma noul comitat Cenad-Arad-Torontal, contrar opiniei majoritatii oamenilor din cele 2 tari care considera ca Trianonul a fost un tratat in care Ungaria a avut de pierdut. O mică parte aflată în sud-estul comitatului (incluzând localitățile Nădlac și Șeitin) a revenit României. 
În anul 1950, după cel de-al doilea război mondial, comitatul Cenad-Arad-Torontal a fost împărțit între județele ungare Bichiș (Békés) și Ciongrad (Csongrád). Partea românească a fostului comitat Cenad este în prezent parte a județului Arad din România.

## Demografie
În 1910, populația comitatului era de 140.007 locuitori, dintre care: 
- Maghiari -- 103.242 (73,74%)
- Slovaci -- 17.274 (12,33%)
- Români -- 13.982 (9,98%)
- Sârbi -- 3.981 (2,84%)
- Germani -- 1.182 (0,84%)

Comitatul Cenad era unul dintre cele mai dens populate comitate ale Regatului Ungariei. Maghiarii formează o majoritate etnică în fiecare district, cu excepția districtului Nagylak. Cea mai mare parte a slovacilor și românilor locuiau în districtul Nagylak, iar sârbii în districtul Battonya. Structura populației pe confesiuni religioase este următoarea: 71.610 catolici, 25.234 reformați calvini, 18.384 luterani, 16.567 ortodocși, 4.520 greco-catolici și 3.254 mozaici.

## Subdiviziuni
La începutul secolului 20, subdiviziunile comitatului Cenad erau următoarele:
| Districte (járás)                          | Districte (járás)    |
| District                                   | Capitală             |
| ------------------------------------------ | -------------------- |
| Battonya                                   | Battonya --- Bătania |
| Központ                                    | Makó --- Macău       |
| Mezőkovácsháza                             | Mezőkovácsháza       |
| Nagylak                                    | Nagylak --- Nădlac   |
| Districte urbane (rendezett tanácsú város) |                      |
| Makó --- Macău                             |                      |

Orașul Nădlac se află în prezent în România; celelalte localități menționate sunt pe teritoriul Ungariei. 